# سووتلویه (سرزمین آلتای)
سووتلویه (به لاتین: Svetloye) یک منطقهٔ مسکونی در روسیه است که در سرزمین آلتای واقع شده‌است.